# Giorgio di Armagnac
Giorgio d'Armagnac (Guascogna, 1501 – Avignone, 10 luglio 1585) è stato un cardinale e arcivescovo cattolico francese.
Era figlio illegittimo ma legittimato di Pietro d'Armagnac e di Fleurette di Luppé.

## Biografia
Fu allevato sotto l'interessamento del parente cardinale d'Amboise, al quale dimostrò successivamente riconoscenza facendogli erigere un mausoleo a Notre-Dame-de-Lorette.
Divenne abate commendatario dell'Abbazia della Roë nell'Angiò e dell'Abbazia di Santa Maria di Lagrasse in Linguadoca.
Divenne quindi vescovo di Rodez nel 1530 e nel 1536 Amministratore apostolico di Vabres, nello stesso anno fu nominato ambasciatore a Venezia e nel 1540 a Roma e poi consigliere di stato di Francesco I.
Nel 1544 papa Paolo III lo nominò cardinale presbitero dei Santi Giovanni e Paolo, titolo che mantenne al 1556, quando optò per il titolo di San Lorenzo in Lucina, lasciato infine nel 1562 per la diaconia di San Nicola in Carcere, che tenne fino alla morte.
Nel 1548 divenne arcivescovo di Tours, carica che tenne fino al 1551. Dal 1555 al 1556 fu Amministratore apostolico di Lescar e dal 1562 al 1582 amministratore apostolico di Tolosa oltre che co-legato pontificio di Avignone con Carlo di Borbone-Vendôme, arcivescovo di Rouen. Fu in quel periodo anche amministratore apostolico dell'arcidiocesi. Grazie alla sua buona amministrazione della città si guadagnò il cuore della popolazione, conservando la città della Santa Sede ai margini delle guerre che desolavano le province vicine.
Alla sua morte fu inumato in una cappella della cattedrale di Notre-Dame des Doms, in Avignone.

## Mecenate e scrittore
D'Armagnac protesse i letterati e li fece conoscere a Francesco I. Era molto attaccato alla religione e nelle Mémoires de Condé vi sono due sue lettere di rimostranze, una a Giovanna III, regina di Navarra poiché questa faceva strappare le immagini, togliere gli ornamenti distruggere gli altari ed i fonti battesimali della cattedrale di Lescar, e la seconda a Luigi d'Albret, vescovo di Lescar, che tollerava tali comportamenti.
Egli scrisse gli Statuts synodaux pour l'évêché de Rodez, stampati a Lione nel 1556, in-8°. Si conserva di lui un volume in folio di lettere manoscritte, redatte durante gli anni 1554-55 e 56.
Ebbe a Rodez una figlia naturale battezzata Fleurette che nel 1565 sposò Blaise de Villemur, barone de Pailhès.

## Conclavi
Partecipò ai conclavi:
- 29 novembre 1549 - 7 febbraio 1550 che elesse Papa Giulio III
- 5 - 9 aprile 1555 che elesse Papa Marcello II
- 5 - 23 maggio 1555 che elesse Papa Paolo IV

## Genealogia episcopale e successione apostolica
La genealogia episcopale è:
- Arcivescovo Gabriele Mascioli, O.E.S.A.
- Cardinale Giorgio d'Armagnac

La successione apostolica è:
- Vescovo Gentien de Bussy d'Amboise (1560)
- Vescovo Antoine de Saint Néctaire, O.S.B. (1563)
- Vescovo François de Simiane, O.Cart. (1571)
- Vescovo Robert de Girard (1574)